# Feria de Desaguadero
La Feria de Desaguadero es un mercado al aire libre que se instala los días martes y viernes en calles de las ciudades fronterizas de Desaguadero en Perú y Bolivia, separadas por el río Desaguadero.  Cada día de feria reúne entre 15 000 y 18 500 personas, quienes compran y venden productos agrícolas y manufacturas provenientes de Perú, Bolivia y Chile. La feria genera entre 60 y 80 millones de dólares al año y representa una actividad económica importante en ambas ciudades.

## Historia
Desaguadero aloja un mercado desde al menos el siglo XIX cuando pobladores se reunían a ocasión de la feria de San Andrés organizada cada 30 de noviembre y que duraba 15 días. El tráfico de personas y mercancías motiva en 1887 a la construcción de un puente de metal así como pasos para peatones y animales.Ya en la primera mitad del siglo XX se registra la organización de ferias semanales, que tomaban lugar cada domingo y donde pobladores intercambiaban productos agrícolas. Es en la década de 1950 cuando autoridades y comerciantes acuerdan realizar una feria cada viernes, que crece rápidamente y 30 años más tarde se extendería a los días martes. 

## Organización y dinámica
El comercio en Desaguadero está fuertemente regulado por organizaciones sociales y gremios, como juntas de vecinos, la comunidad San Pedro o la Federación Provincial de Comerciantes Minoristas de Desaguadero. En 2015 existían 2004 comerciantes registrados en 83 asociaciones, y en 2018 ya se contaban 3630 en 121 asociaciones. La gran mayoría de las asociaciones reúnen a comerciantes minoristas, quienes representaban 95.3% del total de comerciantes en 2015  Existen más mayoristas en el lado peruano, mientras que el comercio en el lado boliviano tiende a ser de menor escala. Los comerciantes registrados pagan a autoridades un monto anual y otro por día de venta, dependiendo del tamaño del puesto.
La mayoría de las personas que participan de la feria visitan Desaguadero por periodos cortos de tiempo y provienen de ciudades próximas en el altiplano. Desde la madrugada llegan comerciantes a instalar sus puestos y ya se registran visitantes. En un viernes normal se observan al menos 800 visitantes antes de las 7 de la mañana. Este número crece rápidamente durante el día. Las calles se llenan de carretas, automóviles y personas, mientras comerciantes toman aceras y bermas centrales. La mayoría de los puestos no pasan los 2 metros cuadrados, excepto por aquellos dedicados a la venta de muebles y otros productos de grandes dimensiones. La forma de estos puestos varía según el tipo de producto, exhibiendo caballetes y tablas para prendas de vestir y zapatos, cartones y bolsas plásticas para productos plásticos, sacos y toldos para productos agrícolas y taburetes para artesanías. Se instalan a lo largo de las ciudades sin un patrón claro excepto por aglomerarse en torno a algunas avenidas centrales, como la Avenida Panamericana, y permanecen ahí hasta alrededor de las 6 de la tarde.

## Relación con el contrabando
Desaguadero es el paso crítico en una ruta significativa de contrabando, narcotráfico y trata de personas entre Bolivia y Perú. El contrabando es la principal fuente de ingresos de familias en Desaguadero, quienes coordinan elaborados arreglos institucionales para facilitar el paso de mercancías de un lado al otro de la frontera. La feria se beneficia de la capacidad logística y la circulación de capital que resultan de esta actividad y, mediante el incremento de personas y vehículos que visitan la zona, dificulta cualquier control que pueda realizar la aduana y la policía.